# Elwro 500
Elwro 500 (z wersjami Elwro 513 i Elwro 523) – 8-bitowy mikrokomputer przeznaczony do prac biurowych produkowany w Zakładach Elektronicznych Elwro od 1983 roku. Jego rozwinięciem był komputer Elwro 600.
Elwro 500 wyposażono w MCY7880 (sklonowany w Polsce 8-bitowy procesor Intel 8080). Układ ten był jedynym kiedykolwiek produkowanym w Polsce mikroprocesorem. Mikrokomputer Elwro 500 był też pierwszym seryjnie produkowanym mikrokomputerem przez Elwro.

## Dane Elwro 500
- jednostka centralna:
  - procesor: 8080 o 8-bitowej architekturze
  - pamięć stała (ROM): 12 kB
  - pamięć operacyjna (RAM): 48 kB
  - 4 równoległe, 8 bitowe kanały we/wy
  - 1 kanał szeregowy (opcja)
  - 8 poziomów przerwań
- pamięć masowa: 2 napędy dysków elastycznych 8" pojemności ok. 256 kB (dysk jednostronny, pojedyncza gęstość)
- monitor: monochromatyczny model Neptun 156 16 wierszy po 64 znaki
- drukarka: Robotron 1152 (rozetkowa firmy Robotron – NRD)
- waga z biurkiem: ok. 200 kg
- system operacyjny: EMOS zgodny z CP/M 2.2.

- Programy użytkowe pisano w językach: ZIM, BASIC, ASSEMBLER[3].

## Oprogramowanie
Dla komputera opracowano m.in.
- KREZUS - do zarządzania płacami.
- SFINKS - system do rachunkowości.[4]